# Lewis (The Simpsons)
 For alternative betydninger, se Lewis. (Se også artikler, som begynder med Lewis)
Lewis er en figur i tv-serien The Simpsons. Han er en mørkhudet dreng i Bart Simpsons klasse i Springfield Elementary.